# پارک منطقه‌ای نازیانسکی
پارک منطقه‌ای نازیانسکی (به لاتین: Nadsiansky Regional Landscape Park) یک منطقهٔ مسکونی در اوکراین است که در استان لویو واقع شده‌است.